# Pepper Dennis
Pepper Dennis è una serie televisiva mandata in onda negli USA dalla WB dal 4 aprile 2006  e approdata in Italia a luglio 2007. A causa dei pochi ascolti, il 17 maggio 2006 la WB annunciò che la serie non sarebbe stata uno di quegli show della The WB che sarebbero stati trasferiti alla The CW, così l'episodio finale andò in onda il 4 luglio 2006.
Pepper Dennis è stato l'ultimo nuovo show trasmesso dalla WB prima di trasformarsi in CW
La serie vede Rebecca Romijn come protagonista nei panni di Pepper Dennis, una giornalista televisiva per il telegiornale serale di un nuovo "finto" network, WEiE (specificatamente con la i minuscola) a Chicago. Fanno inoltre parte del cast Rider Strong (Chick), Brooke Burns (sorella di Pepper, Kathy Dinkle), Lindsay Price (Kimmy Kim) e Josh Hopkins (Charlie Babcock, nuovo annunciatore televisivo). Uno dei principali punti su cui si sofferma la serie è la relazione di amore-odio tra Pepper e Charlie.
La canzone usata nelle pubblicità statunitensi per promuovere lo show fu Black Horse and the Cherry Tree di KT Tunstall, mentre la sigla è Better Half di Chris Trapper dei Push Stars. Un'altra canzone utilizzata dalla The WB per pubblicizzare lo show è stata Nth Degree dei Morningwood, utilizzata anche per la serie televisiva One Tree Hill.

## Episodi
| Stagione       | Episodi | Prima TV originale | Prima TV Italia |
| -------------- | ------- | ------------------ | --------------- |
| Prima stagione | 13      | 2006               | 2007            |

## Cast

### Personaggi principali
- Rebecca Romijn: Pepper Dennis (Patty Dinkle)
- Brooke Burns: Kathy Dinkle Williams
- Josh Hopkins: Charlie Babcock
- Lindsay Price: Kimmy Kim
- Rider Strong: Chick Dirka

### Personaggi secondari
- Brett Cullen: Jack Bell
- Frederick Koehler: Les Gaye
- Alexandra Barreto: Blanca Martinez
- Jason Brooks: Bryce Williams
- Bob Gunton: Dick Dinkle
- Pamela Reed: Lynn Dinkle
- A.J. Trauth: Mitch Dinkle
- Pooch Hall: Garfield
- Larisa Oleynik: Brianna
- Henry Simmons: Curtis Wilson
- Bob Wiltfong: Lance Powers

### Altri personaggi
- Regina Taufen: Summer Waters
- Frank Lloyd: Pete Pulaski
- Lawrence LeJohn: Fire Lt. J.J. O'Hare
- Carol Kiernan: Mrs. Johnston
- M.C. Gainey: Bobo (pilota dell'elicottero)
- French Stewart: Dr. Crimmons (Strizzacervelli della compagnia)
- Whitney Anderson: Amber
- Dan Byrd: Todd Haskell
- Sarah Rafferty: Callie Meryl
- Linda Gray: Barbara Meryl
- John Bennett Perry: Mr. Meryl
- Eric Winter: Connor Blanchard
- Jason-Shane Scott: Rick Harper
- Sara Paxton: April May Tyler / Chrissy Tyler
- Robert Gant: Benny Gold
- Adam Cardon: paparazzo
- Ryan McPartlin: Grady Harper
- Jordan Belfi: Sheldon Zorn
- James Read: Wes Brinkman
- Kristin Minter: Bambi
- Mackenzie Astin: Ken Alston
- Meredith Scott Lynn: Nan Chambers
- Yvette Nicole Brown: Angela Howell
- Timilee Romolini: Connie 'Baby' Unamo
- Candace Kita: 'Squeaky'
- Tangelia Rouse: 'Knuckles'
- Dot-Marie Jones: McGee